# 늑대아이
《늑대아이》(おおかみこどもの雨と雪 오오카미코도모노아메토유키(늑대아이인 아메와 유키)[*])는 2012년 개봉한 호소다 마모루 감독의 일본 애니메이션 영화이다. 미야자키 아오이, 오사와 다카오, 구로키 하루, 니시이 유키토가 성우로 참가했다.

## 등장인물
하나(인간)
- 한국 성우 : 은영선
- 일본 성우 : 미야자키 아오이

유키와 아메 남매의 어머니. 도쿄 외곽에 위치한 한 국립대 출신. 이름인 하나는 아버지가 뒤뜰에 저절로 피어난 코스모스를 보고 꽃처럼 언제나 웃음을 잃지 않고 살아가라는 의미로 지은 것이다. 강의실에서 교과서도 없이 필기를 하고 있던 '그'를 만나게 된다.
'그'(늑대인간)
- 한국 성우 : 김승준
- 일본 성우 : 오사와 다카오

유키와 아메 남매의 아버지. 약 100년 전 멸종했다고 알려진 일본 늑대의 후예. 늑대와 인간이 만나 태어난 늑대인간. 도회지에서 하나를 만난다.
유키(눈)
- 한국 성우 : 양정화
- 일본 성우 : 구로키 하루

하나와 '그'의 첫째 자녀이자 아메의 누나. 먹보이며 귀염성이 있다. 눈이 오는 날 태어났다고 해서 이름이 '유키'이다. 늑대로서 사는 것을 택하려 하다 4학년 때 겪은 사고로 인해 절대 늑대가 되지 않기로 결심하나 늑대가 된다.
아메(비)
- 한국 성우 : 김서영
- 일본 성우 : 니시이 유키토

하나와 '그'의 둘째 자녀이자 유키의 남동생. 잘 먹지 않으며 활발하지 않다. 비가 오는 날 태어났다고 해서 이름이 '아메'이다. 인간으로 사는 것을 택하려다 늑대로 변함.
후지이 소헤이

4학년 때 유키의 반으로 전학 온 남자아이. 유키가 늑대인간이라는 것을 유일하게 알고 있는 또래 친구다. 유키에게 일어난 사고의 피해자. 유키를 좋아한다.
니라사키 할아버지

하나의 가족이 시골에서 농사를 지으며 살 수 있도록 도운 할아버지. 사납지만 정이 많다.

## 줄거리
형편이 좋지 않아 낮에는 학교, 밤에는 아르바이트를 하며 살아가던 하나는 어느 날 강의실 구석에서 교과서도 없이 필기를 하며 수업을 듣는 '그'를 보게 된다. '그'가 가난으로 인해 책이 없는 것이라고 생각했던 하나는 동질감을 느끼고 친해졌고, 사귀게 된다. 그런데 사실 '그'는 늑대인간이었다. 사실을 숨기며 하나와 사귀던 '그'는 하나에게 자신이 늑대인간임을 고백한다. 하나는 모든 것을 받아들이고 유키를 임신하고 이어 다음 해에는 아메를 임신한다. 가정을 꾸리며 살아가던 중 '그'가 하수도에서 하나에게 줄 꿩을 사냥하다 발을 헛디뎌 죽게 된다. 남편을 여의고 남매와 남게 된 하나는 유키와 아메가 완전한 인간이 아니라는 사실을 생각하며 늑대에 관한 지식을 공부해 기른다.

아이들이 더욱 자라자 유키와 아메를 향한 주변의 시선에 부담을 느낀 하나는 도시를 떠나 농촌에서 살아가기로 결심한다. 그곳에서 니라사키 할아버지를 만나 많은 도움을 얻으며 생계를 위한 농사를 시작한다.

시간이 흘러 유키가 초등학교에 입학하고, 1년 뒤 아메 역시 학교에 입학한다. 그런데 유키와 아메가 각각 3학년과 2학년일 때, 아메가 소심한 성격 탓에 친구들에게 따돌림을 당하고 학교에 가는 것을 두려워하게 된다. 아메는 여전히 학교에 적응하지 못한 채 산을 다스리는 스승인 여우를 만나 늑대의 삶을 살아가는 방법을 배운다. 인간으로 살아가던 유키는 집에 돌아온 아메에게 학교에 오라고 핀잔을 준다. 하지만 자신을 완전한 늑대라고 생각하는 아메는 유키의 말에 화가 나 늑대로 변해 유키에게 시비를 건다. 역시 화가 난 유키도 늑대로 변해 서로를 할퀴며 싸우고, 모든 것을 지켜본 엄마 하나와 서로에게 상처를 안긴다.

한편 유키의 반에는 '후지이 소헤이'라는 남자아이가 전학을 오는데, 유키에게 개의 냄새가 나는 것 같다고 말해 유키를 두렵게 한다. 유키는 자신이 늑대인간이라는 사실을 들킬까 소헤이를 피하게 되지만, 유키를 좋아했던 소헤이는 유키의 뒤를 쫓는다. 자신을 계속 피하는 유키를 보며 오기가 생긴 소헤이는 유키를 구석에 밀어붙이고, 화가 난 유키는 늑대로 변해 소헤이의 귀를 해치게 된다. 다시 인간의 모습으로 돌아온 유키는 자신의 행동을 반성하며 다시는 늑대로 살아가지 않겠다고 결심하고 학교에 다니는 것을 두려워하지만, 소헤이는 유키의 집에 찾아와 학교에 가자고 말하고 친해져 학교에 잘 다니게 된다.

유키와 아메가 각각 6학년과 5학년이 된 어느 날 유난히 비가 많이 내린다. 숲 속의 동물들이 다치지 않을까 걱정된 아메는 비를 맞으며 숲 속을 돌아다닌다. 비를 홀딱 맞고 들어온 아메를 본 하나는 아메가 떠날까 염려돼 다시는 숲에 가지 말라고 명령한다.

또 다른 어느 날, 하나의 가족이 사는 곳에 집중호우가 예보돼 오후 수업이 취소된다. 학교 측은 각 가정의 부모들이 아이를 데리러 와달라는 연락을 취하고, 하나는 유키의 학교로 갈 준비를 한다. 그런데 그때, 아메가 스승인 여우가 죽어 자신이 돌아가야 한다고 말하며 숲으로 들어간다. 아메에게 함께 가자고 말하려던 하나는 놀라 아메를 찾으러 역시 숲으로 들어간다. 아메를 찾던 하나는 발을 헛디뎌 낭떠러지로 떨어져 정신을 잃는다. 그 즈음 소헤이의 어머니는 다른 남자와의 연애로 소헤이를 찾아오지 않게 되고, 소헤이는 하나를 기다리고 있던 유키와 단 둘이 남게 된다. 소헤이와 단 둘이 남게 되자 마음이 좋지 않아진 유키는 4학년 때 소헤이를 해친 늑대가 자신이었음을 고백하지만, 알고 있었던 소헤이는 앞으로도 유키의 비밀을 지키겠다고 말한다.

쓰러져 있는 하나를 발견한 아메는 하나를 안고 주차장에 데려다 놓는다. 꿈 속에서 '그'가 나타나 많은 이야기를 나누다 정신을 차린 하나는 돌아가려는 아메의 모습을 보며 '아직 해준 것이 아무것도 없는데 가겠느냐'고 말하며 아메를 붙잡는다. 하지만 이미 자신의 정체성을 늑대로 굳힌 아메는 아무 대답도 하지 않은 채 고개를 돌려 숲으로 돌아가려 하고, 그 뒷모습을 본 하나는 모든 것을 받아들이고 '건강하게 잘 지내야 한다'고 말하며 아메를 떠나보낸다.

새해가 되어 중학생이 된 유키는 멀리 떨어진 중학교에 입학해 기숙사 생활을 하게 된다. 집에 홀로 남은 하나는 아메를 떠올리다 숲 속에서 들려오는 우렁찬 늑대의 울음소리를 들으며 잘 살고 있는 것이라고 짐작하고 미소를 짓는다.